# 前436年
| 千纪： | 前1千纪 |
| 世纪： | 前6世纪 \| 前5世纪 \| 前4世纪 |
| 年代： | 前460年代 \| 前450年代 \| 前440年代 \| 前430年代 \| 前420年代 \| 前410年代 \| 前400年代                                                                     |
| 年份： | 前441年 \| 前440年 \| 前439年 \| 前438年 \| 前437年 \| 前436年 \| 前435年 \| 前434年 \| 前433年 \| 前432年 \| 前431年                                       |
| 纪年： | 周考王五年 魯元公元年 齊宣公二十年 晉哀公十六年 趙襄子四十年 秦躁公七年 楚惠王五十三年 宋昭公三十三年 衛敬公二十九年 鄭共公十九年 燕閔公三年 越王朱勾十二年 |

## 大事記
- 在伯里克利访问黑海之后，在安菲波利斯建立了一个庞大的雅典殖民地。科林斯认为自己受到雅典的间接压力。

## 出生
- 伊索克拉底，雅典演员（逝世于前338年）
- 阿塔薛西斯二世，波斯国王（逝世于前358年）

## 逝世
- 曾子，孔子弟子，后来被尊为宗圣